# Preobraženski
Preobraženski je priimek več oseb:
- Jevgenij Aleksandrovič Preobraženski (1886—1937), sovjetski ekonomist in politik
- Jevgenij Nikolajevič Preobraženski, sovjetski general
- Georgij Nikolajevič Preobraženski, sovjetski general
- Nikolaj Fjodorovič Preobraženski (1893—1970), ruskoslovenski jezikoslovec, kulturni in literarni zgodovinar, rusist (po 1. svetovni vojni v Sloveniji in na Hrvaškem)